# Nomascus gabriellae
O gibão-de-bochechas-amarelas (Nomascus gabriellae) é uma das 7 espécies de Nomascus. É encontrado principalmente no Laos, Vietname e Camboja.

## Estado de conservação
A espécie está listada como ameaçada, pois nos últimos 45 anos veio a perder 50% da população devido à caça e à perda de habitat.